# Myrmarachne moesta
Myrmarachne moesta là một loài nhện trong họ Salticidae.
Loài này thuộc chi Myrmarachne. Myrmarachne moesta được Tord Tamerlan Teodor Thorell miêu tả năm 1877.